# The Hottest State
The Hottest State er en amerikansk film fra 2006 skrevet og instrueret af Ethan Hawke der også spiller med i filmen. The Hottest State er baseret på Hawkes egen roman fra 1997 af samme navn.

## Medvirkende
- Mark Webber – William Harding
- Catalina Sandino Moreno – Sarah
- Michelle Williams – Samantha
- Laura Linney – Jesse
- Ethan Hawke – Vince